# Splitska televizija
Splitska televizija je bivša televizijska postaja s područja Splita, osnovana 1999. godine. Svoj je program emitirala u kabelskom sustavu B.net-a (Split, Zagreb, Zadar, Rijeka i Osijek) i MAXtv-a.
Program se emitirao u tri bloka: jutarnjem, poslijepodnevnom i večernjem. Popunjen je uglavnom domaćom produkcijom.
Zbog nedostatka financijskih sredstava, STV je prestao s emitiranjem 2010. godine. Njezinu je frekvenciju naslijedila postaja Full TV.

Projekti i emisije Splitske televizije (u programskoj shemi 2009. godine)
- Split gradi - emisija o graditeljstvu na području splitske regije /srijedom u 21.00/
- Split! - gradske crtice /svaki radni dan u 20 sati/ (22.00 R)
- Internet televizija - najpopularniji i najbolji video zapisi objavljeni na internetu /utorkom u 20.30/
- Život i prostor - emisija o arhitekturi i kulturi stanovanja
- d.d. - dnevni pregled stanja na burzi. /od ponedjeljka do petka u 19.00/
- Interwiev - poznati gosti pričaju o svom životu s novinarom Slavenom Reljom /premijerno petkom u 21.00/
- Ruska veza - dokumentarne emisije o načinu života u Rusiji ekskluzivno na Splitskoj televiziji (proizvodnja: Russia Today)
- Đir po Keniji i Tanzaniji - skupina Splićana odlučila je posjetiti te krajeve, te su snimili dokumentarac
- Podvodni ribolov na Jadranu - autor: Mislav Čalo, državni prvak i hrvatski reprezentativac u podvodnom ribolovu; dokumentarni film
- Tajne uspjeha - dokumentarna serija
- Stividenska posla - zabavna emisija, uređuju: Stivideni[1]

Opremljenost Splitske televizije
Studio Splitske televizije bio je najveći je u Dalmaciji; prostirao se na 200 metara kvadratnih, a visine je 7,5 metara.[gdje se nalazio] Opremljen je sa studijskom rasvjetom (do 50 kW), spojen je s TV režijom, osigurane su scene i chroma key plano, te prostor za garderobu.
Što se tiče tehničke opremljenosti STV-a, na raspolaganju su: kamere SD (betacam SP, DV, DVCAM) i HD (HDV), stativ, kran, rasvjeta, priključni kabeli, "eng" komplete...

## Vanjske poveznice
Opširnije na *službenoj stranici Splitske televizije  Arhivirana inačica izvorne stranice od 1. veljače 2001. (Wayback Machine)